# لوبيتو
لوبيتو (بالبرتغالية: Lobito‏) بلدة تقع في مقاطعة بنغيلا بأنغولا، على الساحل الأطلسي شمال مصبِّ نهر كاتومبيلا.

## تاريخ
يعود تاريخها إلى العام 1905، ويرجع تسميتها إلى الخليج الذي يحمل نفس الاسم بعد أن تم اختيارها لتكون المحطة البحرية لسكة حديد بينغويل التي تصل إلى أقصى المناطق الداخلية، وتمر عبر لواو إلى كاتانغا في جمهورية الكونغو الديمقراطية. وتقع المدينة على ساحل المحيط الأطلسي. يبلغ عدد سكانها 324,050 في مساحة 3,648 كيلومتر مربع، وقد تأسست المدينة في 2 سبتمبر 1913 الذي يعد يوما وطنيا للمدينة.

## المناخ
يظهر الجدول التالي التغييرات المناخية على مدار السنة للوبيتو:
| البيانات المناخية لـلوبيتو                            | البيانات المناخية لـلوبيتو | البيانات المناخية لـلوبيتو | البيانات المناخية لـلوبيتو | البيانات المناخية لـلوبيتو | البيانات المناخية لـلوبيتو | البيانات المناخية لـلوبيتو | البيانات المناخية لـلوبيتو | البيانات المناخية لـلوبيتو | البيانات المناخية لـلوبيتو | البيانات المناخية لـلوبيتو | البيانات المناخية لـلوبيتو | البيانات المناخية لـلوبيتو | البيانات المناخية لـلوبيتو |
| الشهر                                                 | يناير                      | فبراير                     | مارس                       | أبريل                      | مايو                       | يونيو                      | يوليو                      | أغسطس                      | سبتمبر                     | أكتوبر                     | نوفمبر                     | ديسمبر                     | المعدل السنوي              |
| ----------------------------------------------------- | -------------------------- | -------------------------- | -------------------------- | -------------------------- | -------------------------- | -------------------------- | -------------------------- | -------------------------- | -------------------------- | -------------------------- | -------------------------- | -------------------------- | -------------------------- |
| الدرجة القصوى °م (°ف)                                 | 35.0 (95.0)                | 35.0 (95.0)                | 34.4 (93.9)                | 35.6 (96.1)                | 33.3 (91.9)                | 33.3 (91.9)                | 28.9 (84.0)                | 29.4 (84.9)                | 28.3 (82.9)                | 30.6 (87.1)                | 33.9 (93.0)                | 32.8 (91.0)                | 35.6 (96.1)                |
| متوسط درجة الحرارة الكبرى °م (°ف)                     | 28.3 (82.9)                | 29.4 (84.9)                | 30.6 (87.1)                | 30.0 (86.0)                | 28.3 (82.9)                | 25.6 (78.1)                | 23.3 (73.9)                | 23.3 (73.9)                | 24.4 (75.9)                | 26.1 (79.0)                | 28.3 (82.9)                | 28.3 (82.9)                | 27.2 (81.0)                |
| المتوسط اليومي °م (°ف)                                | 25.3 (77.5)                | 26.4 (79.5)                | 27.2 (81.0)                | 27.0 (80.6)                | 25.0 (77.0)                | 22.2 (72.0)                | 20.3 (68.5)                | 20.0 (68.0)                | 21.4 (70.5)                | 23.3 (73.9)                | 25.3 (77.5)                | 25.3 (77.5)                | 24.1 (75.4)                |
| متوسط درجة الحرارة الصغرى °م (°ف)                     | 22.2 (72.0)                | 23.3 (73.9)                | 23.9 (75.0)                | 23.9 (75.0)                | 21.6 (70.9)                | 18.9 (66.0)                | 17.2 (63.0)                | 16.7 (62.1)                | 18.3 (64.9)                | 20.6 (69.1)                | 22.2 (72.0)                | 22.2 (72.0)                | 20.9 (69.6)                |
| أدنى درجة حرارة °م (°ف)                               | 13.3 (55.9)                | 16.1 (61.0)                | 18.9 (66.0)                | 18.3 (64.9)                | 13.9 (57.0)                | 12.8 (55.0)                | 10.6 (51.1)                | 11.7 (53.1)                | 12.8 (55.0)                | 13.9 (57.0)                | 16.1 (61.0)                | 17.2 (63.0)                | 10.6 (51.1)                |
| الهطول مم (إنش)                                       | 20.3 (0.80)                | 38.1 (1.50)                | 119.4 (4.70)               | 53.3 (2.10)                | 2.5 (0.10)                 | 0.0 (0.0)                  | 0.0 (0.0)                  | 1.3 (0.05)                 | 2.5 (0.10)                 | 30.5 (1.20)                | 25.4 (1.00)                | 61.0 (2.40)                | 354.0 (13.94)              |
| المصدر: Sistema de Clasificación Bioclimática Mundial |                            |                            |                            |                            |                            |                            |                            |                            |                            |                            |                            |                            |                            |

## توأمة
للوبيتو اتفاقيات توأمة مع كل من:
- سيكسال
- شنترة

## أعلام
- جواو لورنسو
- خواكيم سانتانا سيلفا
- أدريتو والديمار
- ناير ألميدا
- جوزيه أغواس